# Guide d'ondes
Pour les articles homonymes, voir onde (homonymie).
Ne doit pas être confondu avec Théorie de l'onde pilote.

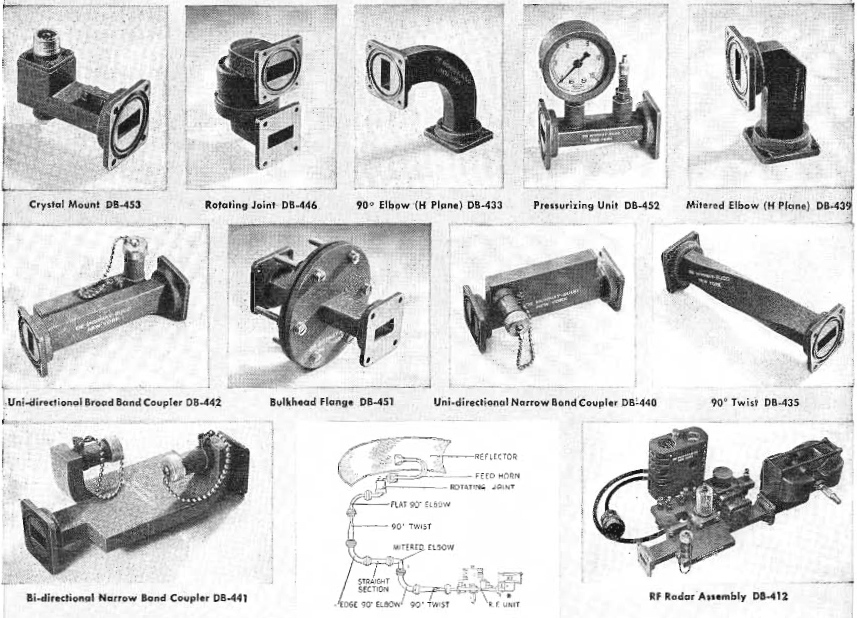
Catalogue d'éléments de guides d'ondes (1947).

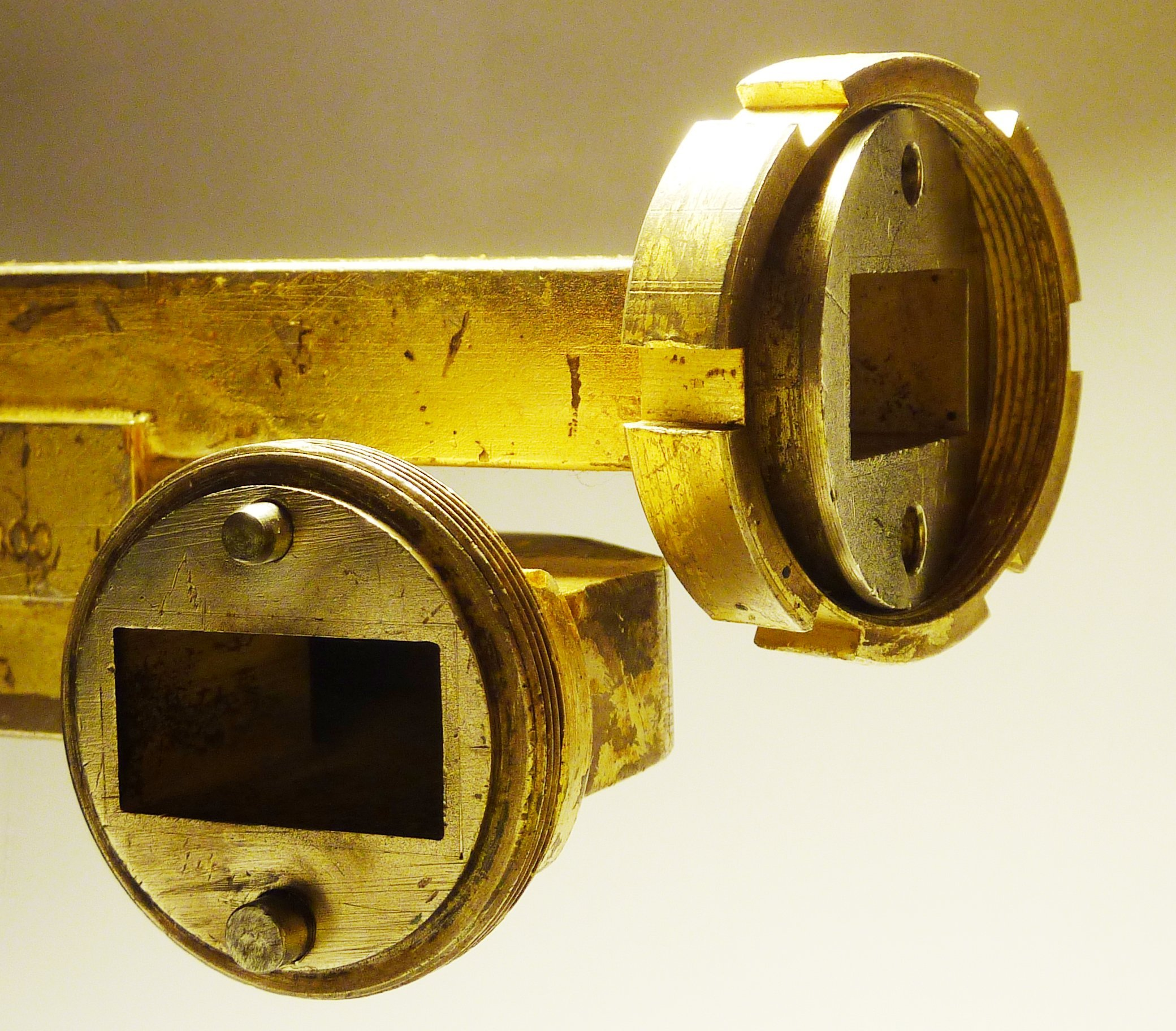
Exemple de guide d'ondes hyperfréquences.

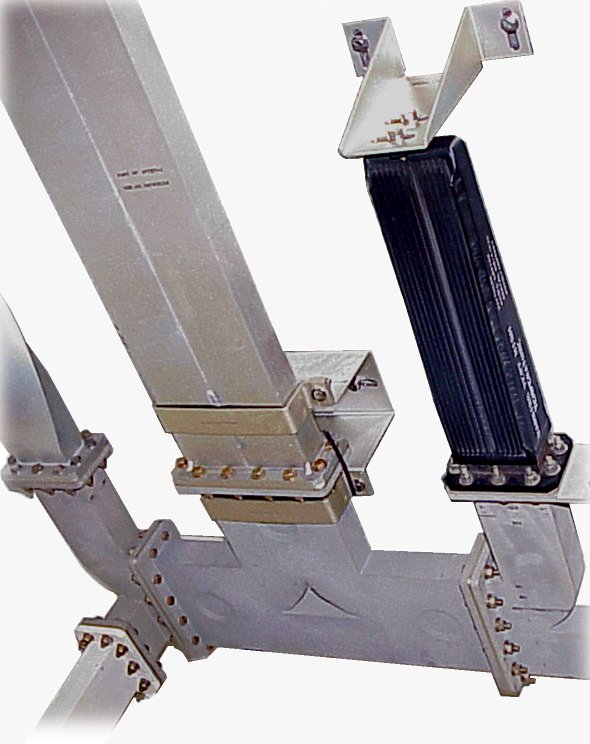
Exemple de diplexeur de guide d'ondes dans un radar de surveillance du trafic aérien.

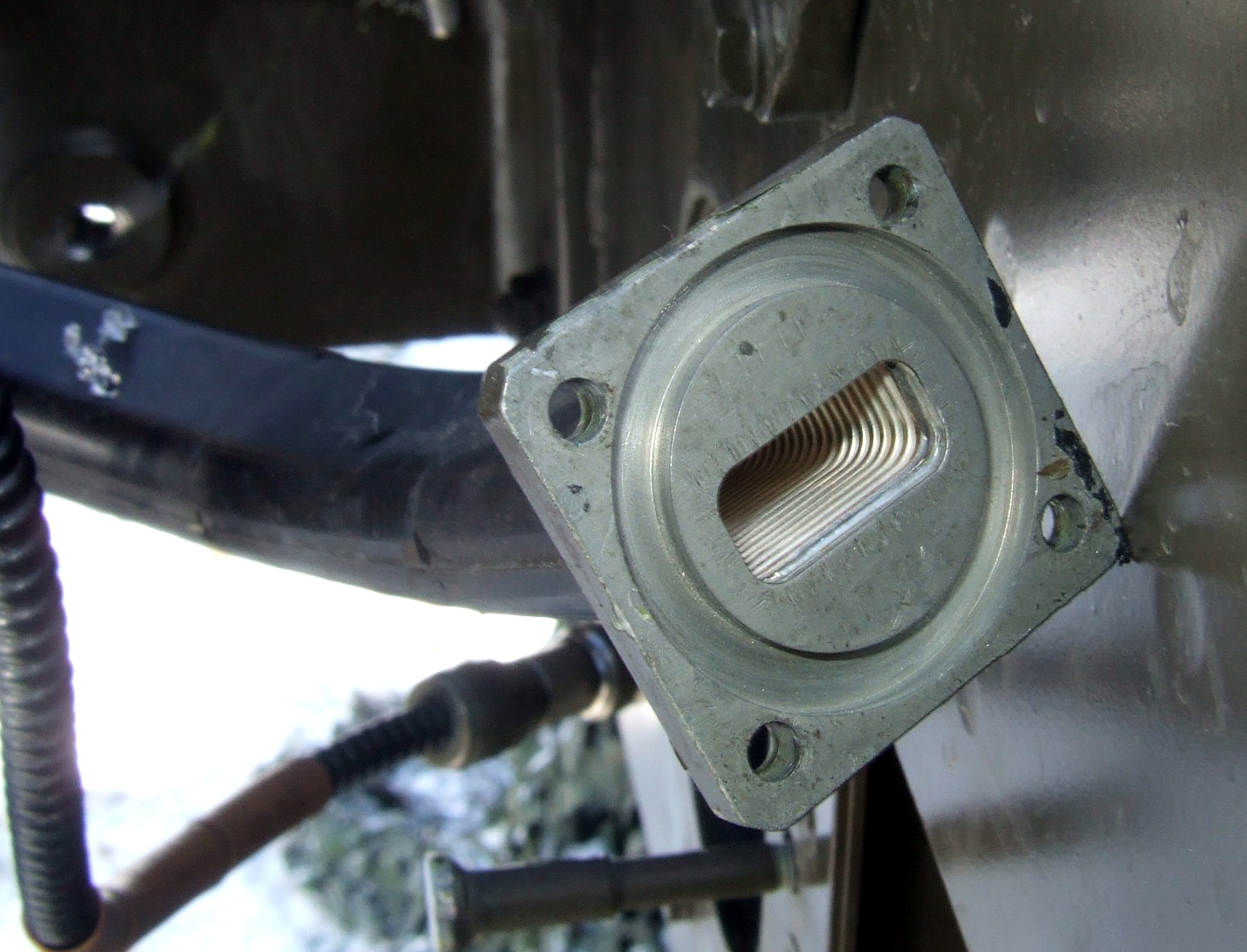
Section flexible de guide d'ondes (radar bande J).

Un guide d'ondes est un système physique qui sert à guider les ondes électromagnétiques ou les ondes acoustiques, pour les maintenir confinées dans un milieu particulier, sur une certaine distance.
Les notions de propagation guidée et d'ondes guidées se rencontrent notamment en physique, en optique et en télécommunication, à des échelles métriques, centimétriques ou bien inférieures (dans certains circuits intégrés par exemple).
Un guide d'ondes est un dispositif autrefois toujours métallique, aujourd'hui éventuellement constitué de polymères, permettant la propagation d'ondes par réflexions multiples à la manière d'une fibre optique.
Le modèle le plus simple de guide d'ondes est le guide d'ondes « à saut d'indice ».
Il existe des guides d'ondes rigides ou flexibles.

## Histoire
Le premier guide d'ondes fut proposé par Joseph John Thomson en 1893 et vérifié expérimentalement par Oliver Lodge en 1894[réf. nécessaire].
L'analyse mathématique de la propagation d'ondes à l'intérieur d'un tube métallique fut menée à bien par John Rayleigh en 1897 (McLachan, 1947)[réf. nécessaire].

## Usages
Des guides d'ondes sont utilisés dans de nombreux domaines, de la recherche en physique, à l'électronique en passant par les radars ou les pinces optiques utilisées pour déplacer des particules ou des objets biologiques tels que des cellules.